# Холерный бунт в Ташкенте 24 июня 1892 года
Холерный бунт в Ташкенте произошёл 24 июня (6 июля) 1892 года.

## Хронология событий
В мае 1892 года в Ташкенте, в его старогородской части вспыхнула эпидемия холеры. Администрация города Ташкента запретила самовольно хоронить умерших на «холерном кладбище» без предварительного осмотра умершего врачами, что по мнению мусульманского духовенства являлось нарушением законов шариата, требовавших предавать покойника земле в день его смерти.
24 июня 1892 года толпа местных жителей из «старогородской» части Ташкента, подстрекаемая частью ортодоксально настроенных священнослужителей, перешла через канал Анхор в русскую часть города, чтобы предотвратить встречу Мухаммада Якуба — главного администратора «старогородской» части Ташкента и коменданта города Ташкента — Степана Романовича Путинцева.
Мухаммад Якуб был приглашён на встречу по поводу протестов местного сартовского населения против различного рода мер, предпринятых царской администрацией против эпидемии холеры, свирепствовавшей в городе в это время. Эти антихолерные меры воспринимались местным населением как нарушение принципов местной медицины и культуры.
Толпа прибыла к месту встречи с опозданием, застав Путинцева и Мухаммеда Якуба уже вместе. После отказа Путинцева отменить предпринимаемые антихолерные меры в него полетели камни и на него набросились с кулаками. Большинство демонстраторов стало преследовать убежавшего к зданию местной администрации Мухаммада Якуба, где они уничтожили документы администрации, управлявшей азиатской частью Ташкента.
Русские жители Ташкента ответили на действия толпы силой. Служащие, ветераны и православные священнослужители русской части Ташкента поддержали прибывших для подавления бунта солдат приветственными криками. Солдаты и поддержавшие их жители русской части Ташкента преследовали демонстрантов, пытавшихся вернуться в «старогородскую» часть Ташкента, и нападали на всех демонстрантов, попадавшихся им под руку.
Тела убитых были сброшены в канал Анхор, откуда на следующий день было вытащено по меньшей мере восемьдесят трупов.
В последующем урегулировании конфликта принял участие известный и уважаемый представитель духовенства из «старогородской» части Ташкента — Абулкасымхан, который обратился к генерал-губернатору Туркестанского края с разъяснением того, что «холерный бунт» не был направлен против власти как таковой, а только на защиту веры и законов шариата. Таким образом, было достигнуто умиротворение, хотя имя Абулкасымхана фигурировало затем в следствии по делу о «Восстании против правительства». Впоследствии, наказывая организаторов бунта, власти не стали принимать суровых мер по отношению к самому Абулкасымхану, так как он пользовался огромным авторитетом среди жителей «старогородской» части Ташкента.

## Оценки бунта
Советские историки считали холерный бунт 1892 года частью сопротивления властям местного населения, однако по мнению американского историка А. Халида, после завоевания, население Центральной Азии зажило в основном мирно, и за единственным исключением восстания 1898 года, до 1916 года против российского правления не было никаких восстаний.